# Bătălia de la Austerlitz
Bătălia de la Austerlitz, cunoscută și ca Bătălia celor trei împărați, a fost una dintre cele mai mari victorii ale lui Napoleon. Această victorie a determinat destrămarea celei de-a Treia Coaliții formată împotriva Imperiului Francez. Pe 2 decembrie 1805 (20 noiembrie pe stil vechi), o armată franceză condusă de împăratul Napoleon I a înfrânt decisiv armata ruso-austriacă, comandată de țarul Alexandru I, după aproape nouă ore de luptă înverșunată. Bătălia a avut loc lângă dealul Pracký kopec, la Austerlitz, azi Slavkov u Brna, la aproape 20 km (12 mile) est de Brno, în Moravia. Bătălia este adeseori considerată o capodoperă tactică.
Pe 26 decembrie 1805, Austria și Franța au semnat Tratatul de la Pressburg, care a îndepărtat-o pe prima din război, a întărit tratatele inițiale de la Campo Formio și Lunéville, a obligat Austria să cedeze pământuri aliaților germani ai lui Napoleon și a impus o indemnizație de 40 de milioane de franci asupra Habsburgilor învinși. Trupelor ruse li s-a permis să se retragă în țara natală. Victoria de la Austerlitz a permis de asemenea crearea Confederației Rinului, compusă dintr-o multitudine de state germane, intenționată să fie o zonă-tampon între Franța și restul Europei. În 1806, Sfântul Imperiu Roman a încetat să mai existe, atunci când Împăratul Roman Francisc al II-lea a ales să păstreze numai Francisc I al Austriei drept singurul său titlu oficial. Totuși, aceste realizări nu au adus o pace durabilă pe continent. Îngrijorările prusacilor cu privire la influența crescândă Franței în Europa Centrală au declanșat Războiul celei de-a Patra Coaliții în 1806.

## Prolog
Europa era răvășită încă de la începutul războaielor revoluționare franceze în 1792. După cinci ani, Republica Franceză a înfrânt Prima Coaliție în 1797. O a doua Coaliție a fost formată în 1798, dar și aceasta a fost învinsă în 1801, lăsând Marea Britanie drept singurul oponent al noului Consulat Francez. În martie 1802, Franța și Marea Britanie au fost de acord să pună capăt ostilităților prin Tratatul de la Amiens. Pentru prima dată în ultimii zece ani, pacea domnea în toată Europa. Cu toate acestea, au persistat multe probleme între cele două părți, făcând implementarea tratatului din ce în ce mai dificilă. Guvernul britanic a refuzat să predea mare parte din cuceririle coloniale pe care le făcuse începând cu 1793. Napoleon era furios din cauza faptului că trupele britanice nu evacuaseră insula Malta. Tensiunea situației s-a accentuat și mai mult atunci când Napoleon a trimis o forță expediționară să zdrobească Revoluția haitiană. În mai 1803, Marea Britanie a declarat război Franței.

### A treia Coaliție
În decembrie 1804, o înțelegere anglo-suedeză a condus la crearea celei de-a treia Coaliții. Primul ministru britanic William Pitt a petrecut anii 1804 și 1805 angajat în numeroase activități diplomatice cu scopul de a crea o nouă coaliție împotriva Franței. Suspiciunile mutuale dintre britanici și ruși au scăzut din cauza mai multor greșeli politice franceze, și până în aprilie 1805 cele două semnaseră un tratat de alianță. Fiind înfrântă recent de două ori de Franța și dornică de răzbunare, Austria s-a alăturat de asemenea coaliției câteva luni mai târziu.

### La Grande Armée
Anterior formării celei de-a treia coaliții, Napoleon constituise Armata Angliei, o forță de invazie menită să lovească Insulele Britanice, în jurul a șase tabere la Boulogne în nordul Franței. Deși nu au pășit niciodată pe pământ britanic, trupele lui Napoleon au primit un antrenament atent și valoros în cazul demarării vreunei operațiuni militare. Plictiseala s-a stabilit ocazional printre trupe, dar Napoleon a făcut multe vizite și a organizat parade pompoase pentru a ridica moralul.
Oamenii de la Boulogne au format nucleul a ceea ce Napoleon va numi mai târziu la Grande Armée (română: Marea Armată). La început, această armată franceză avea aproximativ 200.000 de oameni organizați în șapte corpuri, care erau mari unități terestre conținând între 36 și 40 de tunuri fiecare și capabile de acțiuni independente până ce alte corpuri puteau sosi în ajutor. Un singur corp (situat într-o puternică poziție defensivă) putea supraviețui cel puțin o zi fără suport, oferind Grande Armée nenumărate opțiuni strategice și tactice în fiecare campanie. Deasupra acestor forțe, Napoleon a creat o rezervă de cavalerie de 22.000 organizată în două divizii de cuirasieri, două divizii călări de dragoni și două divizii de dragoni și cavalerie ușoară pedestre, toate sprijinite de 24 de piese de artilerie. Până în 1805, Grande Armée crescuse până la o forță de 350.000, bine echipată, bine antrenată și condusă de ofițeri competenți.

### Armata rusă
Armata rusă din 1805 avea multe caracteristici de organizare Ancien Régime: nu exista o formație permanentă deasupra nivelului de regiment, ofițerii majori erau recrutați din cercuri aristrocratice (iar funcțiile erau vândute în general la prețuri mari); și soldatul rus, conform obiceiurilor din secolul 18, era adeseori bătut și pedepsit pentru a instaura disciplina. În plus, mulți ofițeri inferiori erau slab antrenați și aveau dificultăți în a își organiza soldații astfel încât să execute uneori complexele manevre necesare într-o bătălie. Cu toate acestea, rușii stăteau bine la capitolul artilerie, manevrată de soldați care adeseori se luptau din greu pentru a evita ca piesele lor să cadă în mâinile inamicilor.
Sistemul de aprovizionare al armatei imperiale ruse depindea în principal de populația locală și de aliații lor austrieci. Șaptezeci la sută dintre proviziile rușilor erau furnizate de către Austria. În lipsa unui sistem de aprovizionare stabil și organizat și din cauza supraîntinderii liniilor de aprovizionare, soldaților ruși le-a fost dificil să se mențină într-o stare bună de sănătate și capabili de luptă.

### Armata austriacă
Arhiducele Carol, fratele împăratului austriac, începuse să reformeze armata austriacă în 1801 reducând puterea Hofkriegsrat-ului, consiliul militar-politic responsabil cu luarea deciziilor în cadrul forțelor armate austriece. Carol era cel mai bun comandant de câmp al Austriei, însă nu era popular și la curtea imperială, pierzându-și mult din influență atunci când, împotriva sfatului său, Austria a decis să declare război Franței. Karl Mack a devenit noul comandant principal al armatei austriece, instituind reforme în privința infanteriei în ajunul războiului, care stipulau ca un regiment să fie compus din patru batalioane a câte patru companii în detrimentul vechilor trei batalioane de câte șase companii. Schimbarea subită nu a fost însoțită și de antrenamentul corespunzător al ofițerilor, astfel aceste noi unități nu erau conduse la fel de bine ca înainte. Cavaleria austriacă era privită drept cea mai bună din Europa, dar detașarea multor unități de cavalerie la variate formații de infanterie i-a slăbit forța de impact în comparație cu echivalenta sa franceză masată.

### Mișcări preliminare

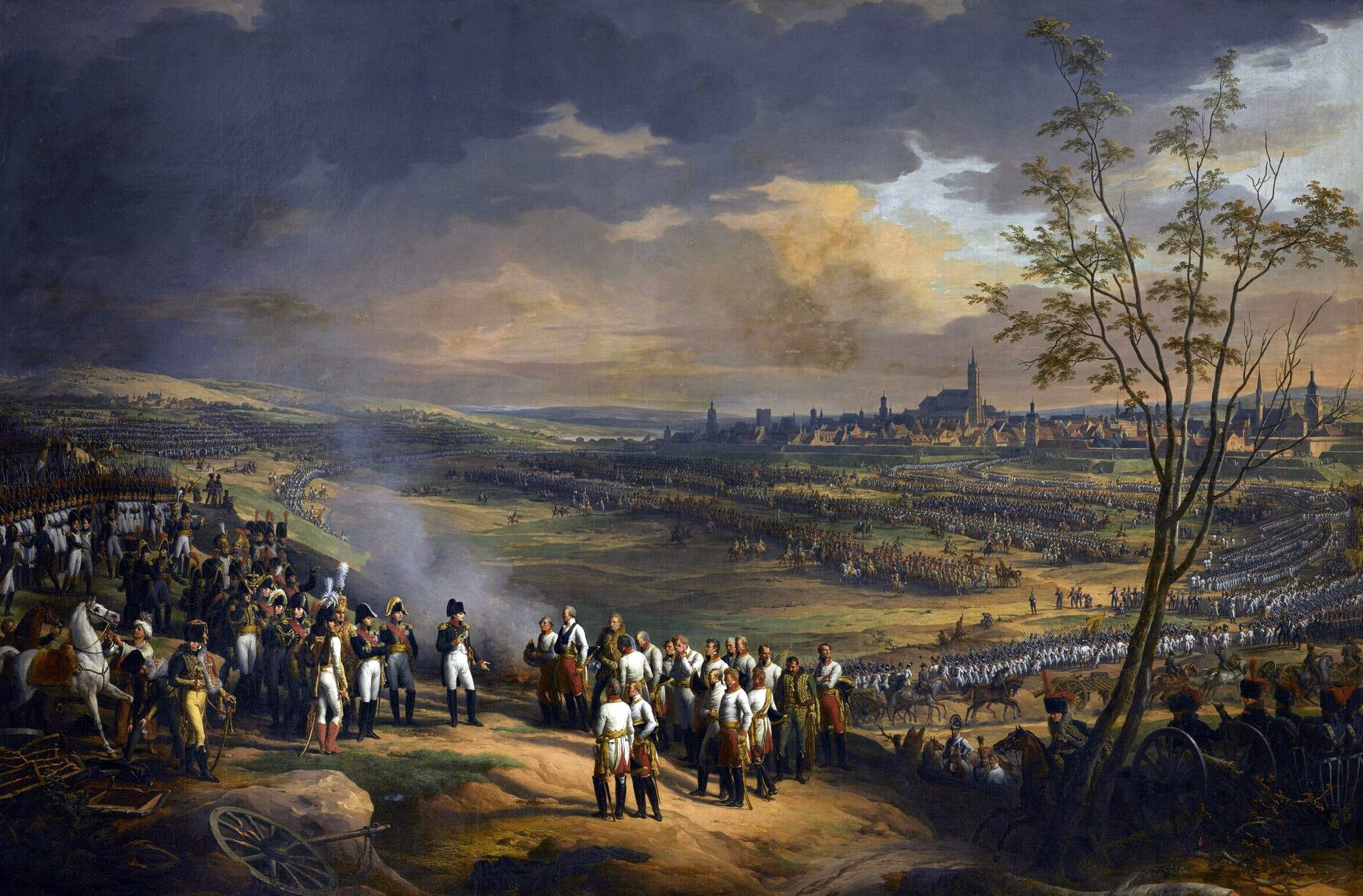
Napoleon acceptă predarea nefericitului general Mack și a armatei austriece la Ulm. Pictură de Charles Thévenin.

În august 1805, Napoleon, împărat al francezilor din mai anul trecut, și-a mutat armata de la Canalul Mânecii la Rin pentru a se confrunta cu noile amenințări austriece și rusești. Pe 25 septembrie, după un marș forțat și în mare secret, 200.000 de trupe franceze au început să traverseze Rinul pe un front de 260 km (160 de mile). Mack strânsese cea mai mare parte din armata austriacă la fortăreața Ulm din Bavaria. Napoleon spera să își balanseze forțele spre nord și să execute o mișcare de rotație care să îi aducă pe francezi în spatele austriecilor. Manevra Ulm a fost bine executată și pe 20 octombrie Mack și 23.000 de trupe austriece s-au predat la Ulm, ridicând numărul total de prizonieri austrieci al campaniei la 60.000. Deși victoria spectaculoasă a fost umbrită de înfrângerea flotei franco-spaniole în Bătălia de la Trafalgar, în ziua următoare succesul francezilor pe pământ a continuat cu căderea Vienei în noiembrie, împreună cu 100.000 de muschete, 500 de tunuri și podurile rămase intacte de-a lungul Dunării.
Între timp, sosirea târzie a trupelor ruse sub comanda lui Kutuzov l-a împiedicat să salveze armatele de câmp austriece, astfel că rușii s-au retras înspre nord-est pentru a aștepta întăriri și pentru a se reuni cu unitățile austriece care au supraviețuit. Francezii i-au urmărit, însă curând s-au găsit într-o poziție strategică dezavantajoasă: intențiile prusacilor erau necunoscute și puteau fi ostile, armatele rusă și austriacă erau acum unite și, pentru a întări frustrarea, liniile de comunicare ale lui Napoleon erau foarte lungi și necesitau garnizoane puternice pentru a le ține deschise. Napoleon a realizat că singura modalitate de a capitaliza succesul de la Ulm era să îi forțeze pe aliați într-o bătălie și să îi învingă. Spre norocul său, țarul rus era dornic de luptă.

## Bătălia

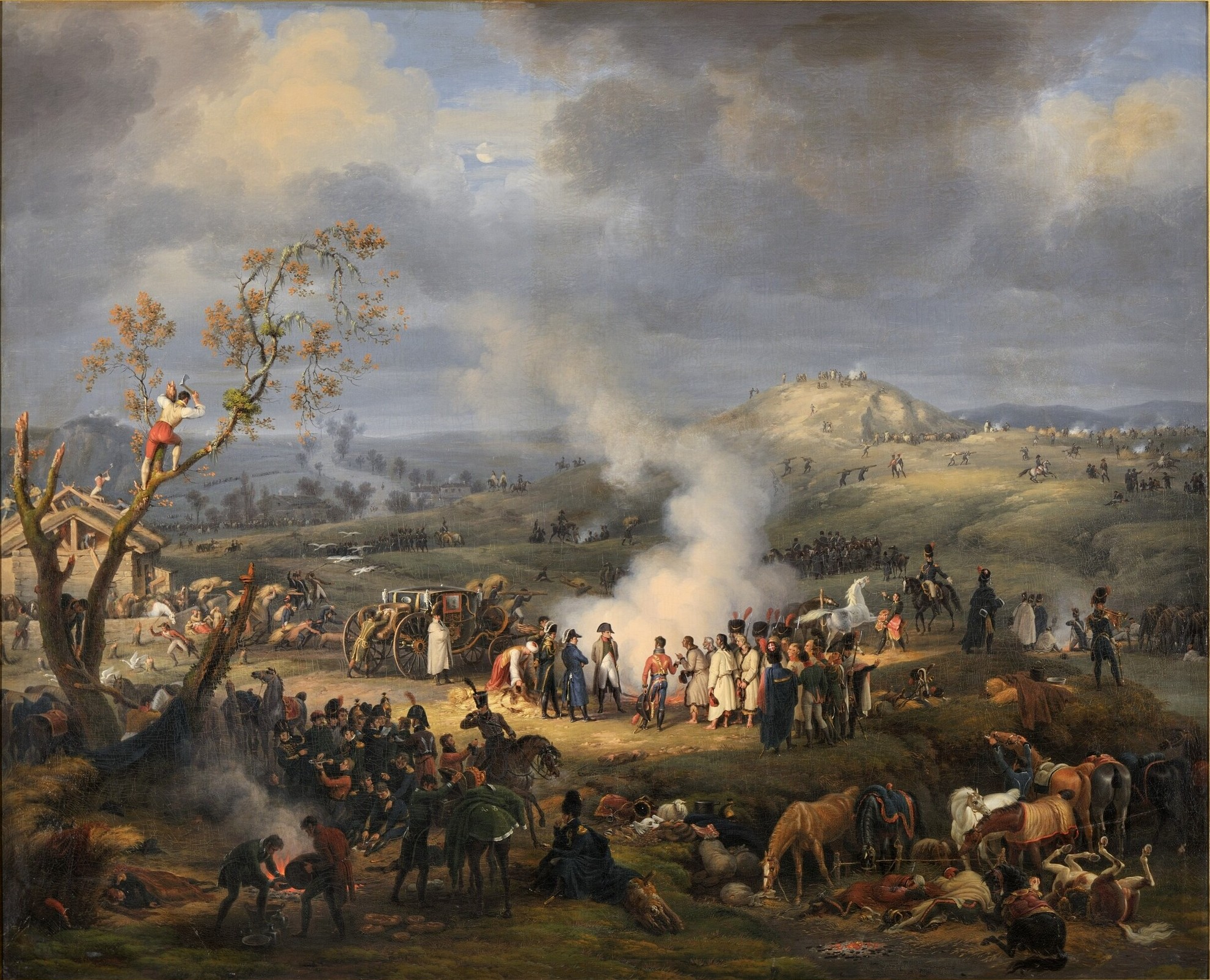
Napoleon cu trupele sale în ajunul bătăliei. Pictură de Lejeune.

Napoleon dispunea de aproximativ 65.000 de oameni și 157 de tunuri pentru bătălia iminentă, însă aproape 7.000 de trupe sub comanda lui Davout erau încă mult spre sud, în direcția Vienei. Aliații aveau în jur de 73.000 de soldați, șaptezeci la sută dintre ei fiind ruși, și 318 tunuri.

### Câmpul de luptă
Partea nordică a câmpului de luptă era dominată de dealul Santon, înalt de 210 metri (700 de picioare), și de dealul Zuran, înalt de 260 de metri (850 de picioare), ambele fiind amplasate lângă vitalul drum Olmutz-Brno, care mergea de-a lungul unei axe vest-est. La vest de aceste două dealuri se afla satul Bellowitz, iar între ele pârâul Bosenitz, care curgea spre sud pentru a se uni cu pârâul Goldbach, ultimul traversând satele Kobelnitz, Sokolnitz și Telnitz. Piesa centrală a întregii zone erau înălțimile Pratzen, un deal ușor înclinat de aproape 11-12 metri (35-40 de picioare) înălțime. Un consilier a notat faptul că Napoleon le-a spus în mod repetat mareșalilor săi, "Domnilor, examinați acest teren cu atenție, va fi un câmp de luptă; veți avea rolul de a vă juca pe el".

### Planurile și dispunerea aliaților

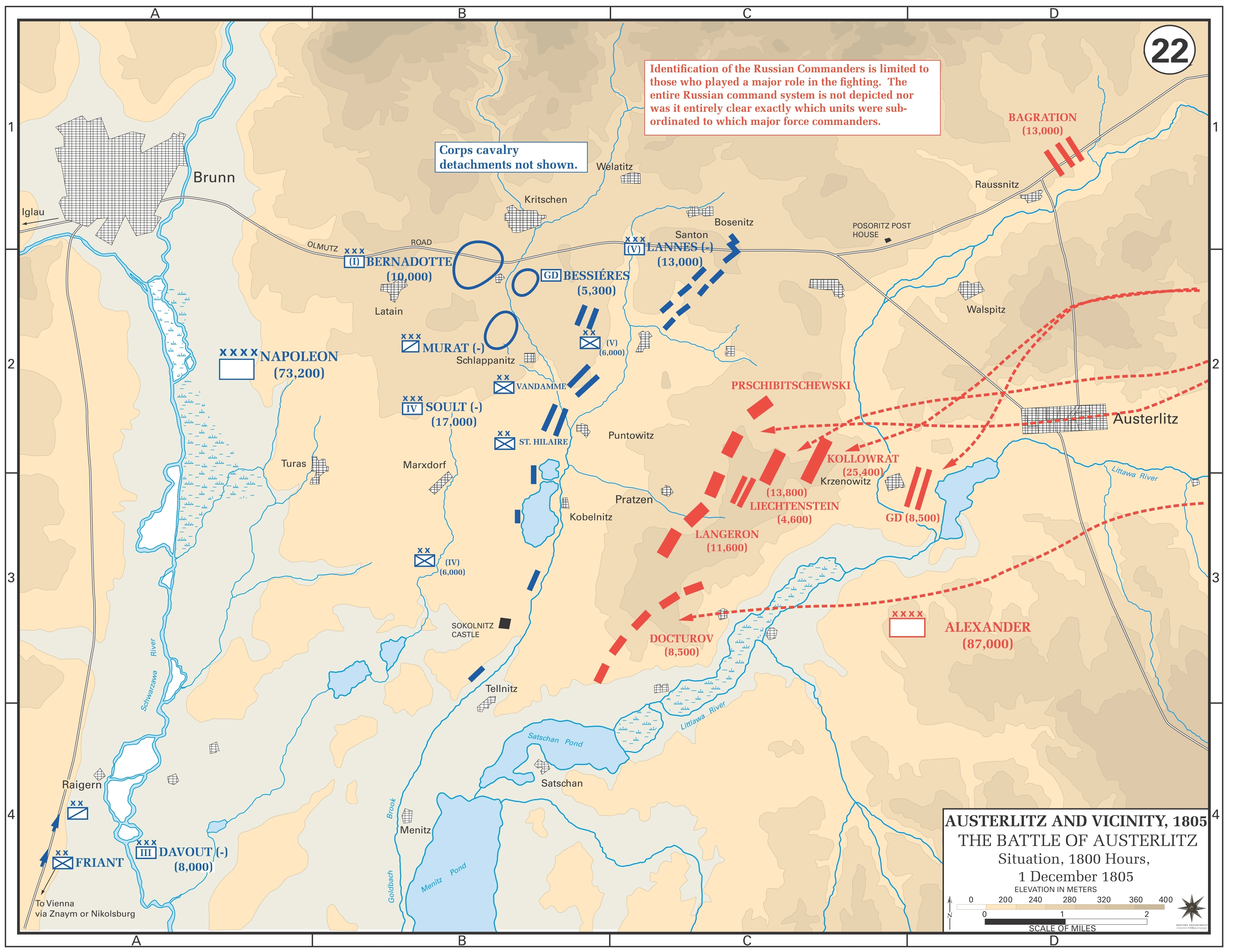
Dispunerile aliaţilor (roşu) şi francezilor (albastru) la ora 18:00 pe 1 decembrie 1805

Un consiliu aliat s-a întrunit pe 1 decembrie pentru a discuta propunerile de desfășurare a bătăliei. Strategii aliați aveau în minte două idei fundamentale: stabilirea contactului cu inamicul și asigurarea flancului sudic care ducea spre Viena. Deși țarul și anturajul său apropiat au insistat în declanșarea unei bătălii, împăratul Francisc al Austriei era mult mai prudent și era sprijinit de Kutuzov, principalul comandant rus. Cu toate acestea, presiunea de a lupta exercitată de nobilii ruși și de comandanții austrieci a fost prea puternică, iar aliații au adoptat planul Șefului de Stat Major austriac Franz von Weyrother. Acesta implica un atac principal împotriva flancului drept al francezilor, pe care aliații l-au observat că era slab păzit, și atacuri diversioniste împotriva flancului stâng francez. Aliații și-au dispus majoritatea trupelor în patru coloane care vor ataca în dreapta francezilor. Garda Imperială Rusă era ținută în rezervă, în timp ce trupele ruse sub comanda lui Bagration păzeau dreapta aliaților.

### Planurile și dispunerea francezilor
Cu câteva zile înainte de bătălia propriu-zisă, Napoleon le dăduse impresia aliaților că armata sa era într-o stare slabă și că dorea o pace negociată. În realitate, el spera că ei vor ataca, și pentru a-i încuraja să facă acest lucru și-a slăbit în mod intenționat flancul drept. Pe 28 noiembrie, Napoleon s-a întâlnit cu mareșalii săi la Comandamentul Imperial iar aceștia l-au informat despre neliniștile și temerile lor în legătură cu iminenta bătălie, chiar sugerând o retragere, însă lui nu i-a păsat de plângerile lor și a plecat la lucru. Planul lui Napoleon prevedea faptul că aliații vor arunca atât de multe trupe pentru a-i învălui flancul drept încât centrul lor va fi slăbit foarte mult. Conta apoi pe un atac masiv francez, condus de către 16.000 de trupe din Corpul al IV-lea al lui Soult, prin centru pentru a paraliza armata aliată. Între timp, pentru a-și sprijini slabul flanc drept, Napoleon i-a ordonat Corpului al III-lea a lui Davout să întreprindă un marș forțat tocmai de la Viena și să se unească cu oamenii generalului Legrand, care păzeau flancul extrem sudic ce va suporta cea mai mare parte a atacului aliaților. Soldații lui Davout aveau 48 de ore pentru a mărșălui 110 km (70 de mile). Sosirea lor va fi crucială în determinarea succesului sau eșecului planului francezilor. Garda Imperială și Corpul I al lui Bernadotte au fost ținute în rezervă în timp ce Corpul al V-lea sub comanda lui Lannes păzea sectorul nordic al bătăliei.

### Bătălia începe
Bătălia a început în jurul orei 8 dimineața, cu prima coloană aliată atacând satul Telnitz, care era apărat de Regimentul al 3-lea de Linie. Acest sector al câmpului de luptă a fost martor a numeroase acțiuni în momentele următoare, atunci când mai multe atacuri feroce ale aliaților i-au evacuat pe francezi din oraș și i-au forțat pe cealaltă parte a pârâului Goldbach. Primii oameni ai corpului lui Davout au sosit în acest moment și i-au alungat pe aliați din Telnitz înainte ca și ei să fie atacați de husari și să reabandoneze orașul. Atacurile adiționale din partea aliaților au fost contracarate de artileria franceză.
Coloanele aliaților au început să se reverse înspre dreapta francezilor, însă nu la viteza dorită, astfel încât mare parte din francezi au reușit să reziste. De fapt, dispunerile aliaților erau cronometrate greșit și fără atenție: detașamente de cavalerie conduse de Liechtenstein de pe flancul stâng al aliaților au trebuit să fie plasate în flancul drept și, în timpul procesului, au intrat în și încetinit o parte din a doua coloană de infanterie care avansa înspre dreapta francezilor. La acel timp, planificatorii l-au considerat un dezastru, însă mai târziu i-a ajutat pe aliați. Între timp, elementele avansate ale celei de-a doua coloane atacau satul Sokolnitz, care era apărat de Regimentul al 26-lea Ușor și de Tirailleuri, trăgători francezi. Atacurile inițiale ale aliaților s-au dovedit fără succes, iar generalul Langeron a ordonat bombardarea satului. Acest baraj mortal i-a forțat pe francezi să se retragă, și, cam în același timp, a treia coloană a atacat castelul Sokolnitz. Cu toate acestea, francezii au contraatacat și au recâștigat satul, numai pentru a fi izgoniți din nou. Conflictul în această zonă a încetat pentru un timp atunci când divizia lui Friant (parte a Corpului al III-lea) a recucerit satul. Sokolnitz a fost probabil zona cea mai disputată a câmpului de luptă, schimbându-și ocupatorii de mai multe ori în decursul zilei.

### „O lovitură puternică și războiul este sfârșit”

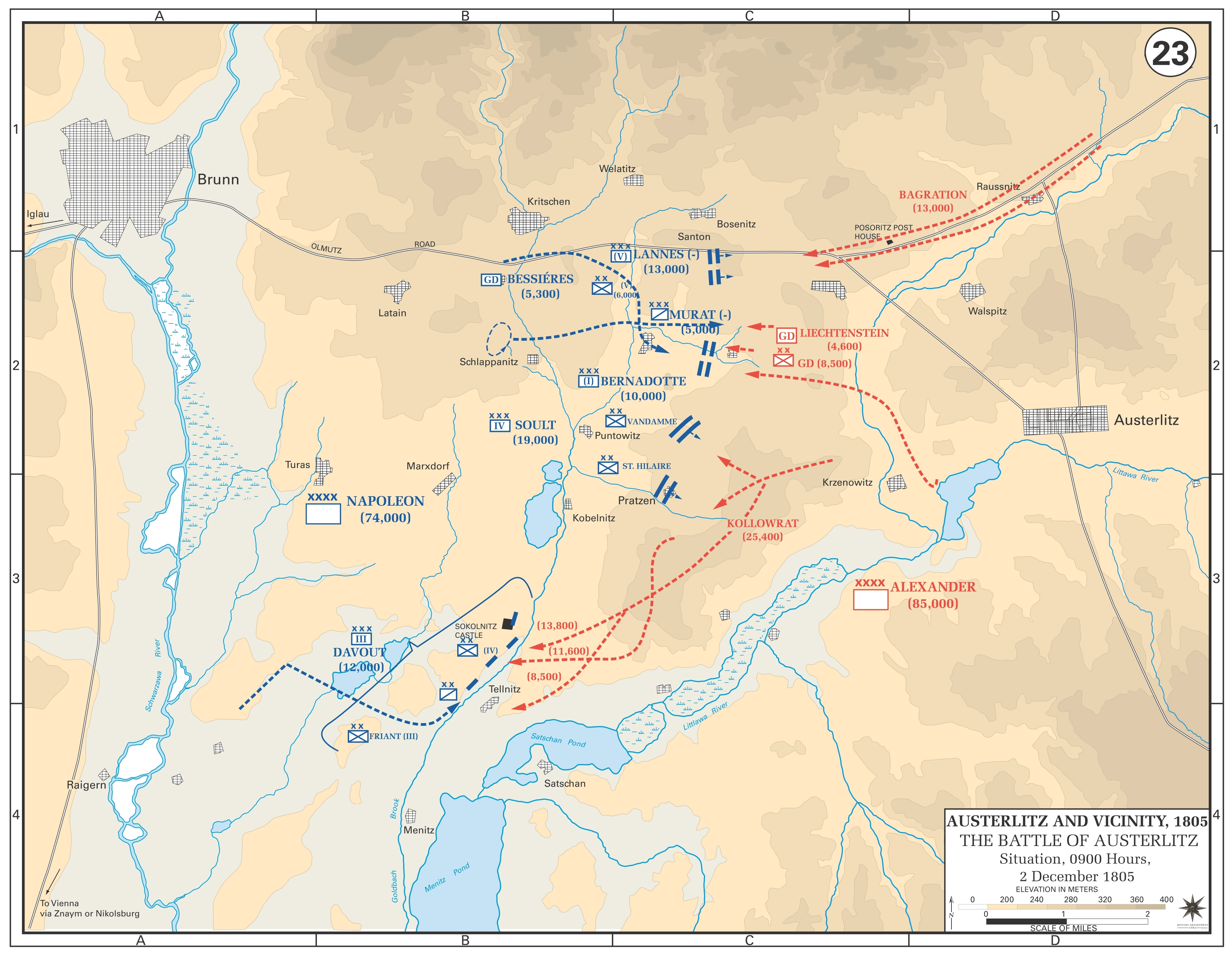
Atacurile decisive asupra centrului aliaţilor ale lui St. Hilaire și Vandamme au împărțit armata aliaților în două și i-au adus pe francezi într-o foarte bună poziție strategică pentru a câștiga bătălia.

În jurul orei 8:45, satisfăcut în final de slăbiciunea centrului inamic, Napoleon l-a întrebat pe Soult cât timp va dura ca oamenii săi să ajungă la înălțimile Pratzen, la care mareșalul a răspuns, "Mai puțin de douăzeci de minute, sire." Aproximativ 15 minute mai târziu, Napoleon a ordonat atacul, adăugând, „O lovitură puternică și războiul este sfârșit”.
O ceață densă a ajutat la camuflarea înaintării diviziei lui St. Hilaire, însă în timp ce urcau panta, legendarul 'Soare de la Austerlitz' a limpezit peisajul și i-a încurajat să avanseze. Soldații și comandanții ruși din vârful înălțimilor au fost uimiți să vadă atât de multe trupe franceze îndreptându-se spre ei. Comandanții aliați puteau redirecționa acum câteva dintre detașamentele întârziate ale celei de-a patra coloane către această luptă crâncenă. Peste o oră de lupte a decimat o mare parte din această unitate. Ceilalți oameni din cea de-a doua coloană, majoritatea austrieci neexperimentați, au participat de asemenea la bătălie și au întors raportul de forțe împotriva uneia dintre cele mai bune unități de luptă din armata franceză, forțându-i în final să se retragă în josul pantelor. Cu toate acestea, mânați de disperare, oamenii lui St. Hilaire au lovit cu putere încă o dată și i-au atacat pe aliați la baionetă, alungându-i de pe înălțimi. Înspre nord, divizia generalului Vandamme a atacat o zonă numită Staré Vinohrady și prin executarea perfectă a hărțuirilor și voleelor mortale a reușit să dezbine mai multe batalioane ale aliaților.
Bătălia se întorsese în mod ferm în favoarea francezilor, însă era departe de a se fi terminat. Napoleon a ordonat Corpului I al lui Bernadotte să sprijine stânga lui Vandamme și și-a mutat propriul centru de comandă de la dealul Zuran la capela Sf. Antoniu de pe înălțimile Pratzen. Poziția dificilă a aliaților era confirmată de decizia de a trimite în luptă Garda Imperială Rusă; Marele Duce Constantin, fratele țarului Alexandru, a comandat Garda și a contraatacat în secțiunea câmpului de luptă a lui Vandamme, forțând un efort sângeros și singura pierdere a vreunui stindard francez în bătălie (nefericita victimă a fost un batalion al Regimentului al 4-lea de Linie). Simțind gravitatea problemei, Napoleon a ordonat propriei sale cavalerii de Gardă să înainteze. Acești oameni i-au pulverizat pe omologii lor ruși, însă cu ambele părți trimițând mari mase de cavalerie nu era clar cine învinsese. Rușii aveau un avantaj numeric la acest capitol, însă destul de curând avantajul a trecut de partea francezilor atunci când divizia lui Drouet, a 2-a a Corpului I al lui Bernadotte, s-a dispus pe flancul acțiunii și a permis cavaleriei franceze să se refugieze în spatele liniilor lor. Artileria ecvestră a Gărzii franceze a avut de asemenea un efect mortal asupra cavaleriei și pușcașilor ruși. Rușii au rupt rândurile și mulți au murit în timp ce erau urmăriți pe o distanță de un sfert de milă de cavaleria franceză revigorată.

### Finalul

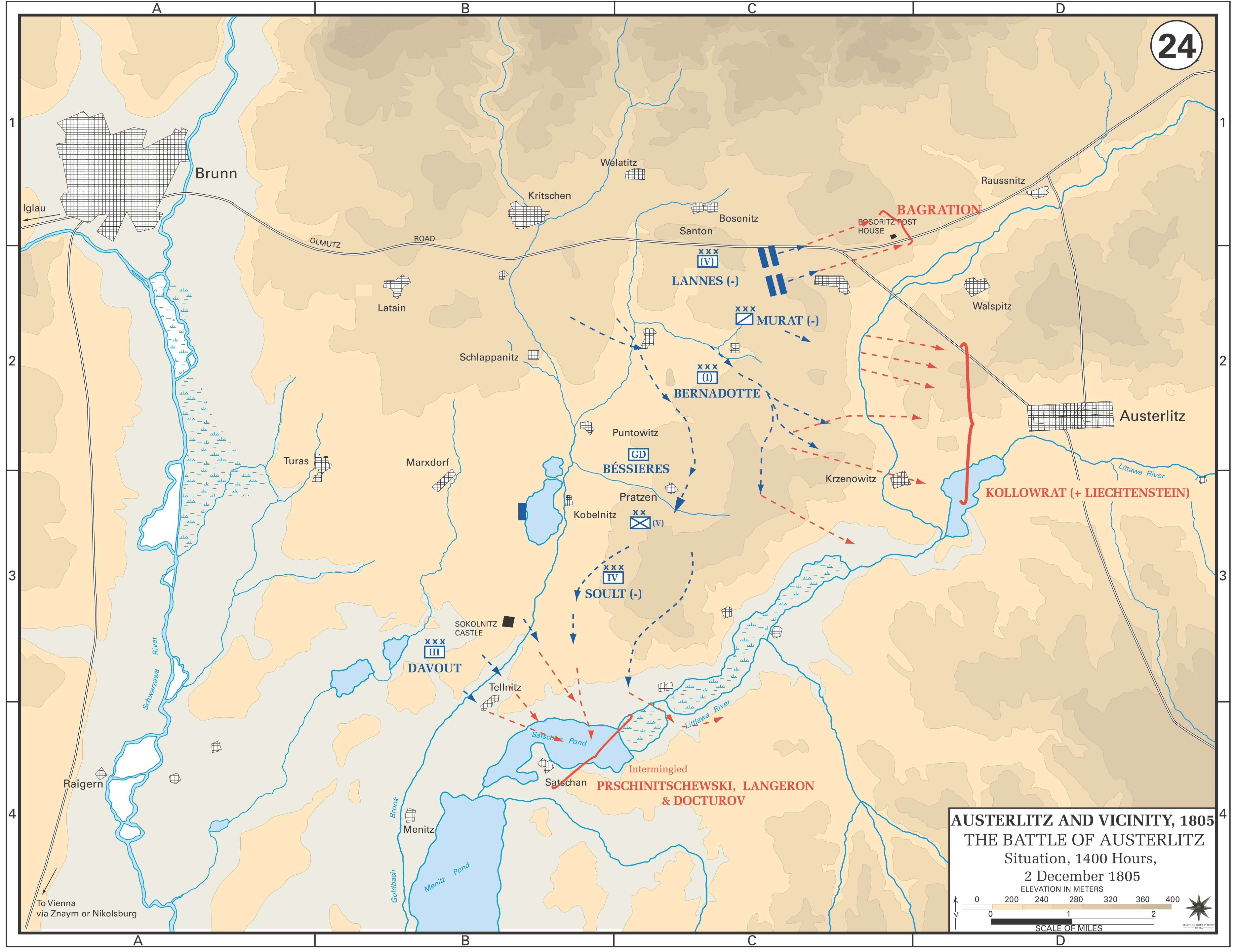
Pe la ora 14:00, armata aliaţilor fusese periculos separată. Napoleon avea acum opţiunea de a lovi una dintre aripi, şi a ales stânga aliaţilor, deoarece alte sectoare inamice fuseseră deja eliberate sau purtau lupte de retragere.

Între timp, partea cea mai nordică a câmpului de bătălie era de asemenea martora unor lupte grele. Cavaleria grea a prințului de Liechtenstein a început să asalteze forțele mai ușoare de cavalerie ale lui Kellerman după ce a sosit în final la poziția corectă pe teren. Lupta a mers inițial bine pentru francezi, însă forțele lui Kellerman s-au adăpostit în spatele diviziei de infanterie a lui Caffarelli odată ce a devenit clar faptul că numărul rușilor era prea mare. Oamenii lui Caffarelli au oprit asalturile rușilor și i-au permis lui Murat să trimită două divizii de cuirasieri (una comandată de d'Hautpoul și cealaltă de Nansouty) în bătălie pentru a termina o dată pentru totdeauna cu cavaleria rusă. Lupta corp la corp care a urmat a fost crâncenă și de durată, însă în final francezii au fost cei care au triumfat. Lannes și-a condus apoi Corpul al V-lea împotriva oamenilor lui Bagration și după lupte grele a reușit să îl alunge pe iscusitul comandant rus din bătălie. A vrut să îl urmărească, însă Murat, care era comandantul acestui sector al câmpului de luptă, nu a fost de acord cu ideea.
Atenția lui Napoleon s-a îndreptat acum înspre capătul sudic al câmpului de luptă, unde francezii și aliații încă se mai luptau pentru Sokolnitz și Telnitz. Printr-un eficient atac în două puncte, divizia lui St. Hilaire și o parte din Corpul al III-lea al lui Davout au reușit să zdrobească inamicul la Sokolnitz și i-au convins pe comandanții primelor două coloane, generalii Kienmayer și Langeron, să se retragă cât mai repede posibil. Buxhowden, comandatul stângii aliaților și omul responsabil cu conducerea atacului, era complet beat și a fugit de asemenea. Kienmayer și-a acoperit retragerea cu cavaleria ușoară a lui O'Reilly, care a învins vitejește cinci din șase regimente de cavalerie franceze înainte ca și ei să trebuiască să se retragă.
Panica generală a pus stăpânire acum pe armata aliaților, aceasta abandonând câmpul de luptă în toate direcțiile posibile. Un episod faimos însă sinistru a avut loc în timpul acestei retrageri: forțele ruse care fuseseră învinse de dreapta francezilor se retrăgeau spre sud înspre Viena pe heleșteele înghețate Satschan. Artileria franceză trăgea înspre oameni, însă Napoleon și-a redirecționat tunarii pentru a trage în gheață. Oamenii s-au înecat în heleșteele foarte reci, zeci de piese de artilerie scufundându-se împreună cu ei. Estimările cu privire la numărul de tunuri capturate diferă; opiniile variază de la 38 la 100. Sursele diferă de asemenea și în privința victimelor, cu numere oscilând între 200 și 2.000 de morți. Deoarece Napoleon a exagerat acest incident în relatarea bătăliei, valorile mai joase pot fi și cele mai apropiate de adevăr, deși îndoiala încă rămâne dacă sunt sau nu corecte în întregime. Mulți privesc acest incident drept unul dintre cele mai crude acte de război ale lui Napoleon.

## Consecințe

Câmpul de luptă de la Austerlitz aşa cum arată astăzi, cu satul Prace (Pratzen) în prim-plan

Austerlitz și campania precedentă au alterat profund natura politicii europene. În trei luni, francezii ocupaseră Viena, decimaseră două armate și umiliseră Imperiul Austriac. Aceste evenimente contrastează puternic cu structurile de putere rigide ale secolului al 18-lea. Austerlitz a pregătit scena pentru aproape o decadă de dominație franceză pe continentul european, însă una dintre consecințele pe termen scurt a fost atragerea Prusiei în război în 1806.

### Rezultate politice și militare

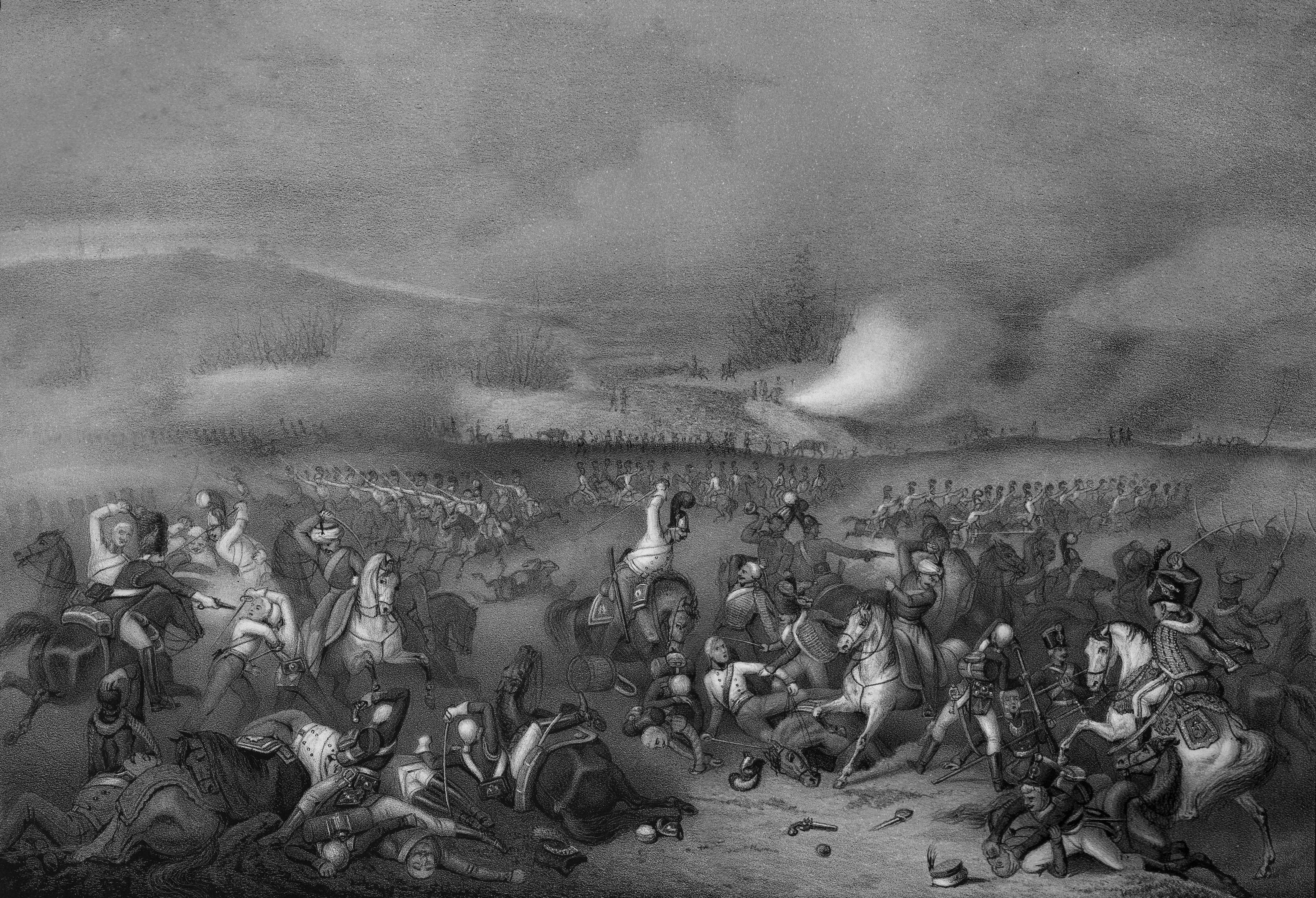
Litografie rusă a bătăliei

În total, pierderile aliaților se ridicaseră la aproximativ 27.000 dintr-o armată de 73.000, adică 37% din efectivele lor. Francezii au pierdut în jur de 5.000 dintr-o forță de 65.000, reprezentând aproape 8% din efectivele lor. Aliații au pierdut de asemenea 180 de tunuri și 50 de stindarde. Victoria a fost întâmpinată cu uimire totală și delir la Paris, unde numai cu câteva zile înainte națiunea se afla în pragul colapsului financiar. Napoleon i-a scris Josephinei: „Am învins armata austro-rusă comandată de doi împărați. Sunt puțin obosit... te îmbrățișez”. Țarul Alexandru a rezumat poate cel mai bine timpurile grele pentru aliați menționând: „suntem copii în mâinile unui gigant”.
Franța și Austria au semnat un armistițiu pe 4 decembrie iar Tratatul de la Pressburg, 22 de zile mai târziu, a îndepărtat-o pe ultima din război. Austria a acceptat să recunoască teritoriile franceze capturate prin tratatele de la Campo Formio (1797) și Lunéville (1801), să acorde pământuri Bavariei, Württembergului și Badenului, care erau aliații germani ai lui Napoleon, și să plătească 40 de milioane de franci reprezentând indemnizații de război. Veneția a fost cedată de asemenea Regatului Italiei. A fost un sfârșit aspru pentru Austria, însă cu siguranță nu o pace catastrofală. Armatei ruse i s-a permis să se retragă în țara natală, iar francezii și-au ridicat tabăra în sudul Germaniei. Sfântul Imperiu Roman a fost de asemenea desființat efectiv, 1806 fiind văzut drept ultimul său an. Napoleon a creat Confederația Rinului, un lanț de state germane menite să servească drept un tampon între Franța și Prusia. Prusia a considerat aceasta și celelalte mișcări un afront adus statutului său putere dominantă a Europei Centrale și a declarat război Franței în 1806.

### Recompense
Cuvintele lui Napoleon adresate trupelor sale după bătălie erau pline de laudă: Soldats! Je suis content de vous (română: Soldați! Sunt mulțumit de voi). Împăratul a dăruit două milioane de franci de aur ofițerilor majori, 200 de franci fiecărui soldat, și a oferit pensii consistente văduvelor celor căzuți. Copiii rămași orfani au fost adoptați de către Napoleon personal și li s-a permis să adauge "Napoleon" la numele de botez și de familie. În mod interesant, Napoleon nu a acordat niciodată vreun titlu nobiliar niciunui comandant, după cum se obișnuia în urma unei mari victorii. Este probabil ca el să fi considerat Austerlitz un triumf prea personal ca să mai decoreze pe altcineva. Până în zilele noastre, Austerlitz este adeseori considerat drept cea mai mare victorie a lui Napoleon.
Iată mai jos proclamația în întregime:
Soldați, sunt mulțumit de voi.
În ziua bătăliei de la Austerlitz ați dovedit tot ce așteptam de la vitejia voastră; v-ați împodobit vulturii cu o glorie nemuritoare. O armată de 100.000 de oameni, comandată de împărații Rusiei și ai Austriei a fost tăiată sau împrăștiată în mai puțin de patru ore. Cei ce au scăpat de fierul armelor voastre, s-au înecat în lac. Patruzeci de drapele, stindardele gărzii imperiale a Rusiei, 120 de tunuri, 20 de generali și mai mult de 30.000 de prizonieri sunt rezultatul acestei zile, ce va rămâne celebră pe veci. Acea infanterie, atât de lăudată, superioară numeric, nu a putut rezista la șocul vostru; de acum nu mai aveți inamici de care să vă temeți. Astfel, în două luni, această a treia coaliție a fost învinsă și dizolvată. Pacea nu poate fi departe; dar cum i-am promis poporului meu, înainte de a trece Rinul, nu voi încheia decât o pace care ne oferă garanții și care asigură despăgubiri aliaților noștri.
Soldați, atunci când poporul francez mi-a pus pe cap coroana imperială, m-am bizuit pe voi pentru a-i păstra strălucirea glorioasă, singura care îi poate conferi un preț în ochii mei. Dar, în aceeași clipă, dușmanii noștri se gândeau să o distrugă și să o înjosească! Și această coroană de fier, cucerită cu sângele atâtor francezi, au vrut să mă oblige să o pun pe capul dușmanilor noștri celor mai cruzi! Proiecte temerare și nesăbuite pe care, în chiar ziua aniversării încoronării Împăratului vostru, le-ați anihilat și redus la tăcere! I-ați învățat că este mai ușor să ne înfrunte și să ne amenințe decât să ne învingă.
Soldați, atunci când vor fi înfăptuite toate cele necesare pentru fericirea și prosperitatea patriei noastre, vă voi aduce înapoi în Franța; acolo veți fi obiectul celor mai alese dovezi de bunăvoință din partea mea. Poporul meu vă va revedea cu bucurie, și va fi suficient să spuneți Am luat parte la bătălia de la Austerlitz pentru ca să vi se răspundă: iată un viteaz!

## Concepții populare
Există multe povești și legende cu privire la evenimente dinaintea și din timpul bătăliei.

### Mitologie
În noaptea din ajunul bătăliei, Napoleon a pornit împreună cu anturajul său pentru a revizui pozițiile înaintate. În timpul acestui tur, a fost recunoscut de către soldații diviziei lui Vandamme iar în curând întreaga armată a aprins lumânări pentru a celebra aniversarea încoronării sale. Privind acest eveniment, soldații și comandanții alianței au crezut că francezii se pregăteau să se retragă. O altă poveste prezintă un soldat francez ghinionist fugărit de cazaci; aparent, soldatul s-a urcat pe un coș de fum, încercând să se ascundă, însă cazacii l-au găsit și l-au omorât oricum. Un episod mai amuzant a avut loc între câțiva soldați francezi care căutau nutreț pentru cai și o săteancă locală. Aceștia strigau, Babo, ovsa ("Doamnă, dați-ne ovăz") însă femeia, care era bătrână și probabil avea dificultăți în a auzi, a crezut că spuneau Hopsa ("sari"), așa că a sărit de mai multe ori spre marea frustrare a soldaților francezi. În cele din urmă, soldații și-au dat seama că nu erau înțeleși, au arătat înspre caii de afară și au început chiar să mestece pentru a-i da un indiciu, pe care l-a înțeles în sfârșit, oferind soldaților ovăzul de care aveau nevoie. Iar o altă poveste relatează despre niște artileriști francezi care au aruncat într-un foc o statuie din lemn a Fecioarei Maria și au descoperit că aceasta nu ardea.
Două simboluri majore astrologice cu privire la Bătălia de la Austerlitz sunt bine cunoscute: Soarele de la Austerlitz, simbolizând gloria lui Napoleon și Cerul de la Austerlitz, simbolizând nimicnicia și zădărnicia războiului. Cerul de la Austerlitz este descris amănunțit în cartea Război și pace a lui Lev Tolstoi.

### Război și pace
Bătălia de la Austerlitz este un eveniment major în romanul lui Lev Tolstoi Război și pace. Pe măsură ce bătălia este gata să înceapă, prințul Andrei Bolkonski, unul dintre personajele principale, crede că "ziua care se apropie va fi Toulonul sau Arcole-ul său", aluzii la victoriile anterioare ale lui Napoleon. Andrei se gândește la glorie, chiar spunându-și în gând că "voi mărșălui înainte și voi mătura tot ce îmi stă în cale". Cu toate acestea, în timpul bătăliei, Andrei este capturat de inamic și chiar își întâlnește eroul, pe Napoleon. Dar entuziasmul inițial fusese sfărâmat; acum crede că: "atât de mic apărea eroul său cu vanitatea sa măruntă și bucuria victoriei în comparație cu acel cer semeț, drept și bun pe care îl văzuse și îl înțelese."

### Puncte de vedere ale istoricilor
Napoleon nu a reușit să învingă armata aliaților atât de decisiv pe cât ar fi vrut, însă istoricii și entuziaștii de asemenea recunosc faptul că planul original a oferit o victorie semnificativă. Din acest motiv, Austerlitz este uneori comparat cu alte mari bătălii tactice, cum ar fi Cannae sau Blenheim. Unii istorici sugerează că Napoleon a avut atât de mult succes la Austerlitz încât a pierdut contactul cu realitatea iar ceea ce obișnuia să fie politica externă franceză a devenit "una personal napoleoniană" după bătălie. În istoria franceză, Austerlitz este recunoscut drept o victorie militară impresionantă, iar în secolul 19, când fascinația față de Primul Imperiu era la apogeu, bătălia a fost venerată de cei ca Victor Hugo, care "în adâncul gândurilor [sale]" auzea "zgomotul tunurilor grele îndreptându-se spre Austerlitz." Cu toate acestea, la recentul bicentenar, a izbucnit controversa atunci când nici președintele francez Jacques Chirac și nici primul ministru Dominique de Villepin nu și-au exprimat vreun gând cu privire la bătălie. Pe de altă parte, rezidenții departamentelor de peste mări ale Franței au protestat față de ceea ce vedeau drept "comemorarea oficială a lui Napoleon", argumentând că Austerlitz nu ar trebui celebrată deoarece Napoleon a comis un genocid împotriva populației autohtone din colonii.